# Калуайры
Калуайры — река в России, протекает по Башкортостану. Устье реки находится в 36 км по правому берегу реки Большой Шишеняк. Длина реки составляет 14 км.
В 0,9 км от устья, по левому берегу реки впадает река Уртаайры

## Данные водного реестра
По данным государственного водного реестра России относится к Камскому бассейновому округу, водохозяйственный участок реки — Белая от города Стерлитамак до водомерного поста у села Охлебино, без реки Сим, речной подбассейн реки — Белая. Речной бассейн реки — Кама.
Код объекта в государственном водном реестре — 10010200712111100018784.